# O'Brother
O'Brother este o trupă americană de rock din Atlanta, Georgia. Au lansat EP-ul de debut In Comparison to Me în 2006. În 2008 s-au alăturat trupei Aaron Wamack și Tanner Merritt. Al doilea EP, The Death of Day, a fost lansat pe 5 mai 2009 de către Favorite Gentlemen Recordings și a avut recenzii pozitive. Trupa a lansat de asemenea cântecul Lay Down, în colaborare cu Sainthood Reps (un proiect secundar al lui Derrick Sherman Brand New), sub formă de vinil, sub egida The Ambitious Guest.
După lansarea albumului The Death of Day, trupa a întreprins un turneu împreună cu Manchester Orchestra și The Features, în perioada februarie-martie 2010. În perioada septembrie-noiembrie 2011, împreună cu Moving Mountains și La Dispute, trupa O'Brother s-a alăturat trupei Thrice în cadrul turneului de promovare a albumului Major/Minor. 
Primul lor LP, Garden Window, a fost lansat pe data de 15 noiembrie 2011 și a fost bine primit de critici. Albumul a fost lansat de Triple Crown și a fost co-produs de Andy Hull și Robert McDowell de la Manchester Orchestra. Trupa a înregistrat în cadrul unei sesiuni găzduite de site-ul Daytrotter în noiembrie 2011. În februarie 2012, O'Brother a pornit într-un turneu cu Junius. Aaron Wamack a părăsit trupa înainte de începerea turneului.

## Membri
- Tanner Merritt - voce, chitară
- Johnny Dang – chitară
- Jordan McGhin - chitară
- Michael Martens – tobe
- Anton Dang – bas

## Foști membri
- Aaron Wamack
- Spencer Ussery
- Kyle Coleman

## Discografie

### Extended play (EP)
- In Comparison to Me (2006)
- The Death of Day (2009)
- Basement Window (2012)

### Long play (LP)
- Garden Window (2011)
- Disillusion (2013)
- Endless Light (2016)